# Esperantic Studies Foundation
Esperantic Studies Foundation est une fondation américaine créée en 1968 à Washington. Elle finance des études, des projets éducatifs et des conférences sur la diversité linguistique.
Elle considère l'espéranto comment un moyen de promouvoir la diversité des langues et soutient notamment le projet Lernu!.